# Řád republiky (Turecko)
Řád republiky (turecky: Türkiye Cumhuriyeti Cumhuriyet Nişanı) je druhé nejvyšší státní vyznamenání Turecké republiky. Udílen je cizím státním příslušníkům za rozvoj přátelských vztahů s Tureckem.

## Historie
Řád byl založen dne 7. srpna 1988, ale poprvé byl udělen až 7. prosince 2010. V roce 2013 byl řád reformován a došlo také ke změně vzhledu insignie.

## Pravidla udílení
Řád je udílen prezidentem Turecka na základě usnesení vlády. Udílen je zahraničním předsedům vlád, ministrům a členům zahraničních diplomatických misí jako uznání jejich přínosu ke sbližování národů a posilování přátelských vztahů mezi Tureckem a jinými státy.

## Insignie

### 1983–2013
Řádový odznak měl tvar 24cípé hvězdy složené z cípů o různém vzhledu. Základ tvořily bíle smaltované paprsky se zlatým okrajem, na nichž byla položena pěticípá hvězda. Na ni byla položena menší modře smaltovaná hvězda. Uprostřed byl kulatý červeně smaltovaný medailon se zeleně a bíle smaltovaným okrajem. V medailonu byl bíle smaltovaný půlměsíc a pěticípá hvězda. Kolem medailonu byl zeleně smaltovaný vavřínový věnec. K červené stuze byl odznak připojen pomocí přívěsku v podobě dvou bíle smaltovaných vavřínových ratolestí se zlatým okrajem. Mezi nimi byl umístěn červeně smaltovaný štít se zkratkou TS.

### Po roce 2013
Řádový odznak má tvar šesticípé zlaté hvězdy. Jednotlivé cípy jsou složeny z okvětních lístků různé velikosti vždy ve skupině po pěti a střídavě pokryté bílým a červeným smaltem (tři krátké jsou bíle smaltované, dva dlouhé červeně smaltované). Na tuto hvězdu je položena čtyřiadvaceticípá hvězda s cípy střídavě bíle a červeně smaltovanými se zlatým okrajem. Uprostřed je kulatý červeně smaltovaný medailon s bíle smaltovaným půlměsícem (vpravo) a pěticípou hvězdou (vlevo).

## Laureáti
1. Jusuf Raza Gallani – předseda vlády Pákistánu – 2010[2]
2. Jack Straw – britský poslanec a bývalý člen vlády – 2012[3]
3. René van der Linden – senátor – 2013[4]
4. Naváz Šaríf – předseda vlády Pákistánu – 2013[5]
5. Mustafa Džemilev – ukrajinský poslanec – 2014[6][7]
6. Carlo Marsili – velvyslanec Itálie v Turecku – 2014[8][9]
7. Mohamed bin Nájif – saúdskoarabský korunní princ – 2016[10][11]
8. Mahathir Mohamad – předseda vlády Malajsie – 2019[12]